# Peridea tremula
Peridea tremula är en fjärilsart som beskrevs av Jacob Hübner 1800. Peridea tremula ingår i släktet Peridea och familjen tandspinnare. Inga underarter finns listade i Catalogue of Life.